# Bruce Langhorne
Pour les articles homonymes, voir Langhorne.
Bruce Langhorne né le 11 mai 1938 à Tallahassee (Floride) et mort le 14 avril 2017, est un musicien américain, guitariste et percussionniste.

## Biographie
Bruce Langhorne était actif en tant que guitariste sur la scène folk rock à Greenwich Village dans les années 1960.
Il a travaillé avec la plupart des musiciens folk rock de l'époque, dont The Clancy Brothers & Tommy Makem (en), Joan Baez (Farewell Angelina), Richie Havens, Carolyn Hester (en), Peter LaFarge (en), Gordon Lightfoot, Hugh Masekela, Odetta, Babatunde Olatunji, Peter, Paul and Mary, Tom Rush, et Buffy Sainte-Marie.
Il a participé aux albums Blonde on Blonde et The Freewheelin' de Bob Dylan, à qui il aurait inspiré la chanson Mr. Tambourine Man; on le retrouve dans des documentaires sur la vie de Dylan comme No Direction Home.
Il a été également compositeur de musiques de films.

## Filmographie
- 1971 : L'Homme sans frontière de Peter Fonda
- 1973 : Idaho Transfer (en) de Peter Fonda
- 1976 : Stay Hungry de Bob Rafelson
- 1976 : Colère froide (Fighting Mad) de Jonathan Demme
- 1980 : Melvin and Howard de Jonathan Demme
- 1982 : À la limite du cauchemar de William Asher